# 内雷托
内雷托（義大利語：Nereto），是意大利泰拉莫省的一个市镇。总面积7平方公里，人口5128人，人口密度732.6人/平方公里（2009年）。ISTAT代码为067031。